# Jackson Lima
Jackson Lima Siqueira (Guarapuava, 9 luglio 1982) è un ex calciatore brasiliano, di ruolo centrocampista.

## Carriera

### Club
In carriera ha giocato 12 partite di qualificazione alle coppe europee, di cui 6 per la Champions League e 6 per l'Europa League, tutte con l'Hibernians.